# 120円の春 \120Stories
『120円の春 ¥120Stories』（ひゃくにじゅうえんのはる ひゃくにじゅうえんストーリーズ）は、インターチャネルが2005年2月24日にPlayStation 2用として発売したハートフルミニノベルである。CEROレーティング15歳以上対象。
2022年1月28日に『120円』のタイトルでSteamで配信開始。

## 概要
この作品は、ねこねこソフトが制作した
- 『おかえしCD5』(非売品。2003年8月、無料ファンクラブ会員に無料配布された)収録の『120円の夏』
- 『ねこねこファンディスク2』収録の『120円の冬』(『120円の夏』を隠しコンテンツとして収録)
- 『おかえしCD5.5』(非売品。2004年5月、無料ファンクラブ会員に無料配布された)収録の『120円の夏番外編』

これらのコンテンツに新シナリオの『120円の秋』『120円の春』を加えて発売された。なお、各シナリオには主題歌が用意され、歌詞もシナリオの内容に沿ったものとなっている。
ねこねこソフトはアダルトゲームのブランドであるが、『120円の冬』は初出時から性的表現が用いられていない。これはシナリオを担当した片岡とも氏の、本作は「精神的18禁」=「大人になってしまった人にしか共感できない話」という同氏の考えによるものである。『120円の夏』も初出時は性的表現が用いられていなかったが、『おかえしCD5.5』の『夏番外編』(後述)で性的表現が加えられた。

## 登場人物
各話ごとに異なるヒロインと主人公が登場するオムニバス構成で、『120円の夏』と『120円の冬』、『120円の秋』と『120円の春』にはシナリオ上の繋がりがある。また『120円の春』にはねこねこソフトが制作した『ラムネ』のキャラクターがゲスト出演する。
- 120円の夏 - なつみ 声:鷹月さくら(PC版)/田口宏子（PS2版）
女子校に通う、少々引っ込み思案な女の子。幼稚園から高校まで女子校に通っていたために、男性と話すことが少し苦手。PC版での初登場時には名前がなかったが、キャラクターデザインと原画を担当したオダワラハコネにちなんで「ハコネさん」と呼ばれていた。
- 120円の冬 - 小雪  声:鷹月さくら(PC版)/田口宏子(PS2版)
なつみの妹で、私立の小学校に通う5年生。近視で普段ハードコンタクトレンズを装用しているが、本作では客車内で落としてしまい主人公に踏み潰されてしまった。行動や口調は未熟さがあるが、自分なりの価値観と実行力を秘めており芯の強い一面もある。PC版での初登場時には名前がなく、なつみと同様の理由で一時期「冬ハコネ」と呼ばれていた。なお、なつみの妹という設定は初登場の時点では明らかにされていなかった。
- 120円の秋 - 秋子  声:河本明子
10年に1度のチャンスに全てを懸ける女の子。普段から多くの事に挑戦する意欲を持つ行動派の女の子。主人公のゆく先々で危険な行為に及んでいる。エンドロールでは「秋さん」とクレジットされていたが、『Scarlett』に同梱された「ねこファンディスク」や、『諸葛謹189回』（ねこねこソフトOHPに掲載されていた4コマ漫画）にて名前が明らかにされた。
- 120円の春 - 中村 葉月  声:能登麻美子
少し前に都会から越してきたが、新しい生活に馴染めず不登校気味という小学4年生の女の子。[2]遊び場にしていた空き家に引っ越してきた主人公を追い出そうとする。

その他の登場人物
- カンナ  声:佐藤美佳子
永遠のサブキャラ。小雪、なつみの姉で「カンナねーちゃん」と呼ばれている。ギターと園芸を趣味とするエセお嬢様であり、セガ信者。当初は「120円の秋」のヒロインとなる予定だった事が、諸葛謹189回のALT文にて明かされた。

## スタッフ
- キャラクターデザイン:オダワラハコネ(小雪/なつみ/カンナ)・蜂矢(秋子/葉月)
- シナリオ:片岡とも

## 派生商品
120円シリーズのキャラクター(小雪/なつみ/カンナ)は以下の作品にも登場している(すべてWindows用)。
- 『麻雀』
- 『夏番外編2』(おかえしCD6に収録)
- 『夏番外編3』(PS2版ラムネに収録)
- 『C65ねこドラマCD まじかる☆シンドリッタ DISC.2より 120円の夏』
- 『C66ねこドラマCD 120円販促用』
- 『C67ねこドラマCD 120円の冬お正月編』
- 『C68ねこドラマCDより 120円の夏・番外編』
- 『C69ねこシューティング』
- 『C68夏コミ紹介デモ』(ねこねこソフトOHPにて公開。現在は公開終了)
- 『C69冬コミ紹介デモ』(ねこねこソフトOHPにて公開。現在は公開終了)
- 『C70夏コミ紹介デモ』(ねこねこソフトOHPにて公開。現在は公開終了)